# 巴拉頓菲賴德
巴拉頓菲賴德（匈牙利語：Balatonfüred，發音：[ˈbɒlɒtoɱfyrɛd]）是匈牙利維斯普雷姆州的城鎮，位於該國西部，面積46.45平方公里，海拔高度117米，2011年人口13,584，其中約一半居民信奉天主教。

## 友好城市
- 荷蘭 卡斯特里克姆 1988年
- 芬兰 科沃拉 1988年
- 德国 盖默灵 1989年
- 奧帕蒂亞 1996年
- 羅馬尼亞 科瓦斯納 2003年

## 外部連結

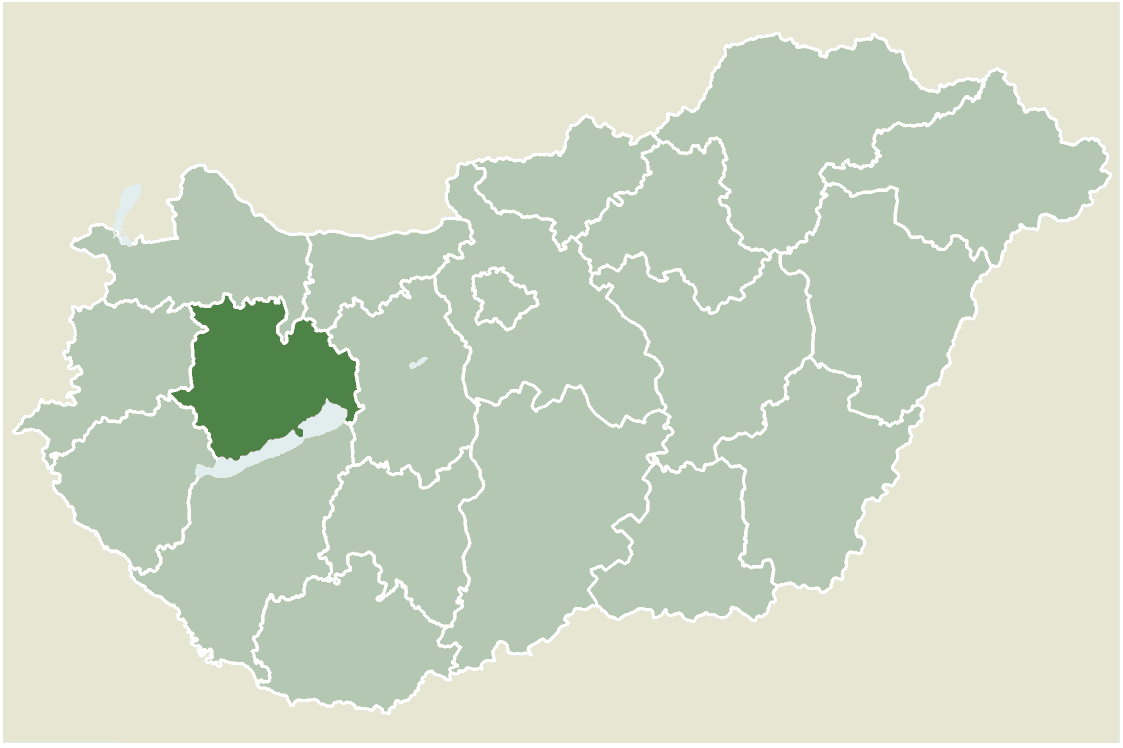

- Balatonfüred town Web site - in English
- State Hospital for Cardiology in Balatonfüred (in English)
- Pictures of Balatonfüred - Pictures of Balatonfüred
- Annagora Water Park （页面存档备份，存于）

46°57′N 17°53′E / 46.950°N 17.883°E